# Choustníkovo Hradiště (hrad)
Choustníkovo Hradiště je zřícenina hradu přestavěného na klášter nad stejnojmenným městysem u Dvora Králové nad Labem v okrese Trutnov. Hrad vznikl na počátku čtrnáctého století. Během třicetileté války byl pobořen, ale ve druhé polovině sedmnáctého století ho nechali Šporkové opravit a později v něm zřídili ženský klášter. Po roce 1739 se změnil ve zříceninu. Od roku 1964 je chráněn jako kulturní památka.

## Historie
První písemná zmínka o hradu pochází z roku 1316, kdy král Jan Lucemburský zastavil město Dvůr Králové s okolím Půtovi z Turgova. Jako další majitelé jsou až roku 1382 zmiňováni bratři Václav a Jan Krušinové z Lichtenburka. Ti ho prodali Heřmanovi z Choustníka, který nechal hrad rozšířit, a jeho potomkům patřil do roku 1410, kdy jejich rod vymřel. Během patnáctého a šestnáctého století se majitelé hradu často střídali. V letech 1636–1651 patřil dánskému hraběti Františkovi z Ulfelda. Roku 1645 hrad dobylo a pobořilo švédské vojsko pod velením generála Torstensona. František z Ulfelda přešel na stranu Švédů, a proto se majitelem stal Františkův bratr Korfic z Ulfelda. Po něm se vystřídalo několik dalších majitelů, až poškozený hrad koupil hrabě Jan Špork a po roce 1664 ho nechal opravit.
Dědicem se stal Janův syn František Antonín Špork, který hrad po roce 1705 přestavěl na ženský klášter celestýnek řehole svatého Augustina. Abatyší se stala Šporkova dcera Marie Eleonora Františka Šporková a po její smrti v roce 1717 hraběnka z Rutlandu. Jeptišky zůstaly do roku 1739, kdy se přestěhovaly do nového kláštera v pražské Jindřišské ulici. Hrad potom krátce sloužil k hospodářským účelům, ale jako zdroj stavebního materiálu se rychle změnil ve zříceninu.

## Stavební podoba

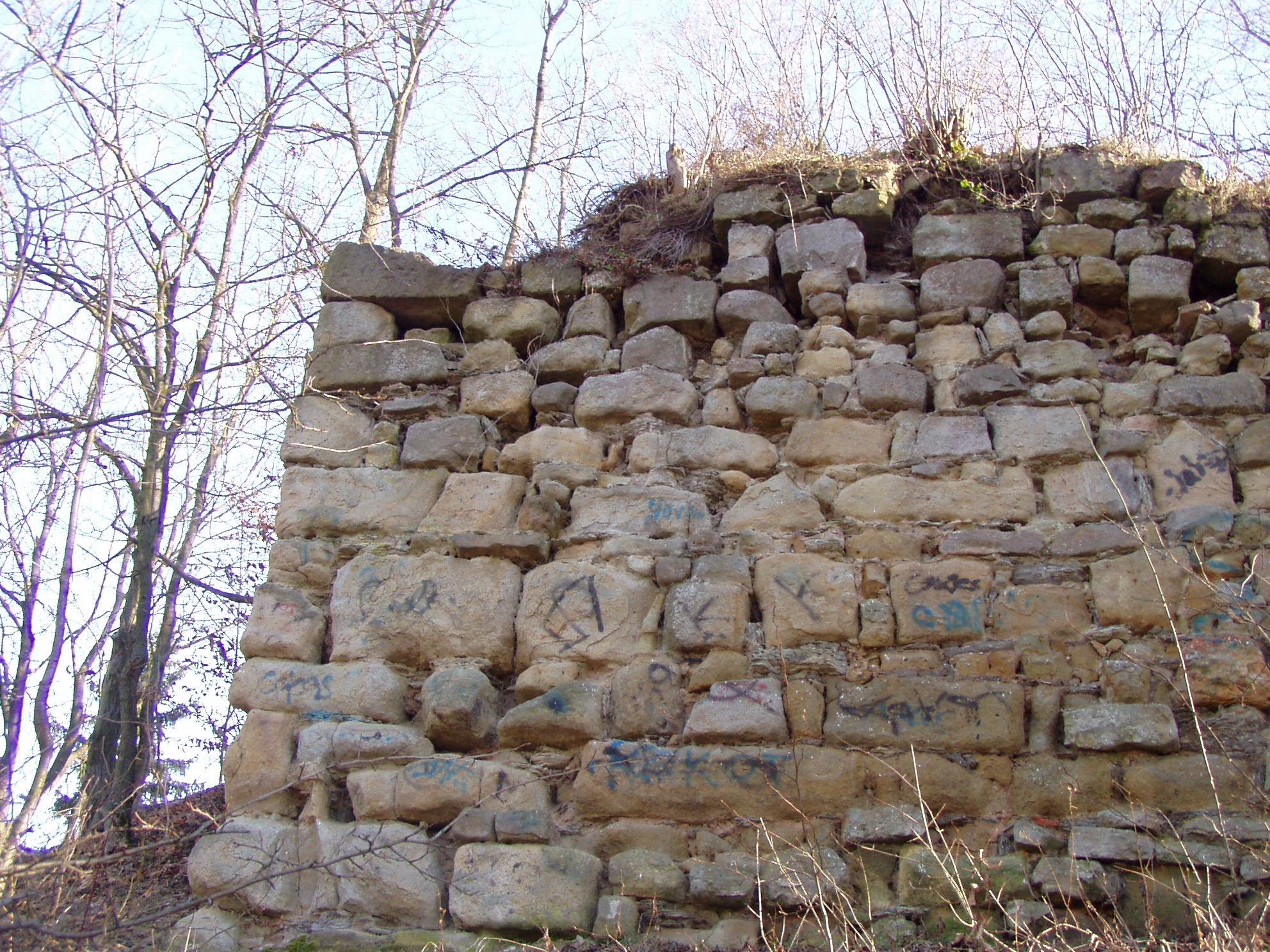
Fragment zdiva

Trojdílný hrad byl postaven na ostrožně chráněné na přístupné východní straně příkopem. Za ním se nacházelo protáhlé obdélné předhradí, které plnilo zejména obrannou funkci. Druhé předhradí mělo také obdélný půdorys. Chránil ho další příkop a na jižní straně také val, který vybíhal z jihozápadního rohu prvního předhradí. Po obou stranách této části stávaly budovy nejasného stáří. Za třetím příkopem se nacházelo hradní jádro, které typologicky patří mezi bergfritového typu. Z jeho zástavby se dochovaly především terénní relikty. V západním cípu se nacházel palác s dochovaným valeně zaklenutým sklepem, zatímco v severovýchodním nároží stával bergfrit. Další budovy bývaly podél obvodové hradby.

## Přístup
Zbytky hradu jsou volně přístupné. Nevede k nim žádná turisticky značená trasa, ale vesnicí prochází cyklotrasy č. 4087 a 4097.